# Hirado (1912)
El crucero ligero Hirado (平戸?) de la Armada Imperial Japonesa formaba clase con sus gemelos Chikuma (cabeza de clase) y Yahagi. Los tres cruceros fueron alistados en 1912.

## Armamento
Su armamento inicial de 6 piezas de 152 mm y 8 de 76 mm fue modificado con la incorporación, en el combés, de otras 2 piezas de 152 mm, desartillándole, para ello, 4 de las piezas de 76 mm.

## Historial
Durante la Primera Guerra Mundial participó en la ocupación de las colonias alemanas del Lejano Oriente y del Pacífico.
Después de la guerra, y ante la aparición de nuevas unidades más modernas, fue destinado a tareas secundarias hasta 1940, año en que fue desartillado y utilizado como buque auxiliar en el puerto de Kure, siendo rebautizado con el nombre de "Hai Kan nº11".
Sobrevivió a la Segunda Guerra Mundial y fue dado de baja y desguazado en 1947.

## Galería

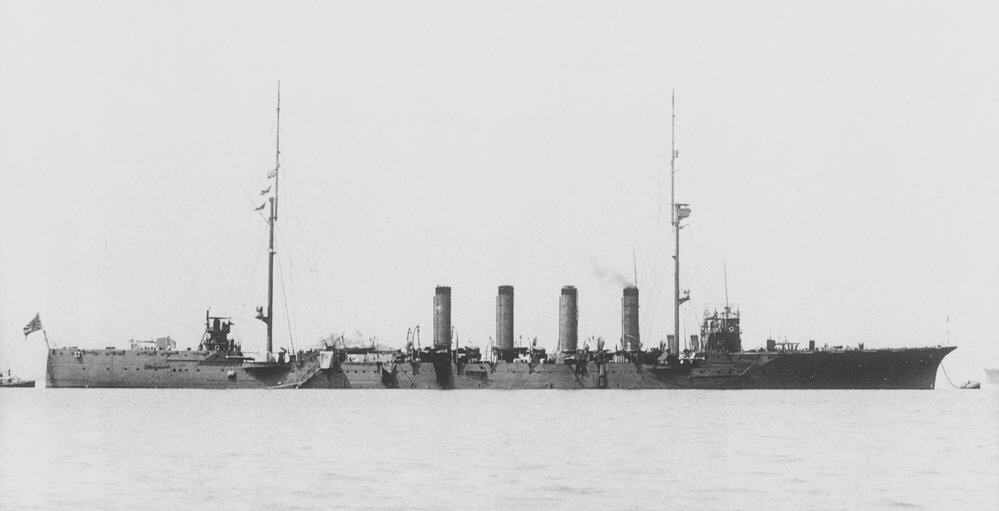
El Hirado en 1918.
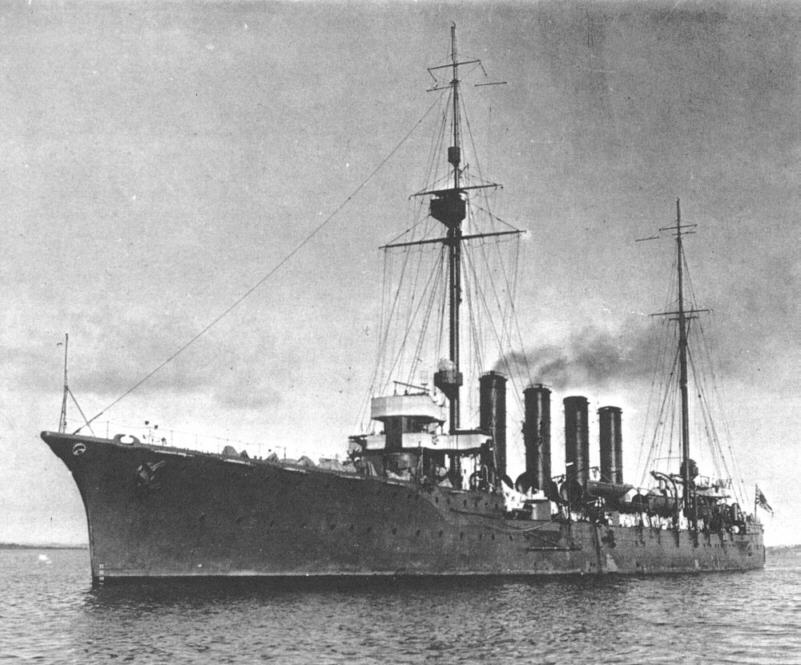
El Hirado en Auckland, Nueva Zelanda en 1912.
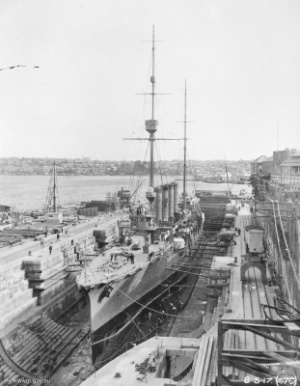
El Hirado en un dique seco de Sídney, Australia, 1917.

- Datos: Q4384909
- Multimedia: Hirado (ship, 1911) / Q4384909